# Supermono
Supermono är en tävlingsklass inom roadracing-sporten för motorcyklar 1-cylindriga fyrtaktsmotorer. Klassen kallas ofta även för 'SoS' som betyder 'Sound of Singles', syftande på sången i stora enstånkor. 

## Reglemente
Det enkla reglementet ger motor och chassi-byggare stor frihet:
- Encylindrig fyrtaktsmotor på max 800cc
- Endast sugmotorer utan överladdning
- Minst 95kg

(kontakta NSA för fullständigt reglemente)

## Ekipage
Lite grovt kan man dela upp deltagande ekipage i två kategorier:
- fullstora racechassin (typ 250RR) med större enstånkor, normal 650cc
- minimonos med mått liknande 125RR-klassen med mindre, lättare motorer, normalt 450cc

Populära motorer är KTM, Husaberg och Rotax, men även mer udda fabrikat som Folan förekommer.

## Organisation
Klassen förare samlas i Nordic Supermono Association, förkortat NSA.

## Supermonocupen
Supermonocupen arrangeras som tävlingshelger tillsammans med Classic racing. Säsongen består av 10-14 lopp fördelade på 5-7 helger i Sverige, Norge, Finland och Danmark. Säsongen 2006 var drygt 30 förare anmälda.
2006 års mästare blev Tomas Tallkvist från Jakobstad, Finland på en KTM-drivet specialbygge av minimono-typ.